# Valentin von Viterbo
Valentin von Viterbo († 304 in Viterbo) war ein frühchristlicher Märtyrer und Heiliger.
Valentin war in Viterbo als Priester tätig; gemäß seiner Passio erlitt er gemeinsam mit dem Diakon Hilarius unter Kaiser Maximian den Märtyrertod an der Via Strata.
In der Gründungsurkunde des Klosters Farfa wird erstmals eine dem Valentin geweihte Kirche erwähnt, die in Silice, das heute zu Viterbo gehört, stand. Um 880 sollen die Gebeine des Valentin und des Hilarius von Camigliano in das Kloster Farfa überführt worden sein. Nach Viterbo sind diese Reliquien wohl erst im 16. Jahrhundert gelangt. Gedenktag des Valentin und des Hilarius ist der 3. November.